# Fernand Charron
Fernand Charron (ur. 30 maja 1866 roku w Angers, zm. 13 sierpnia 1928 roku w Maisons-Laffitte) – francuski pionier wyścigów samochodowych. Jeden z pierwszych wielkich mistrzów sportu samochodowego.

## Kariera
Fernand Charron przez całą swoją karierę jeździł  samochodem marki Panhard. Zadebiutował w 1897 roku, startując w wyścigu Marsylia-Nicea-La Turbie, który omal nie skończył się nieszczęściem. Na jednym z zakrętów wypadł z trasy, koziołkując. Szczęśliwym trafem kierowcy nic się nie stało. Jednak to zdarzenie nie zniechęciło Charrona. W 1898 wygrał dwa wyścigi, tym samym zdobywając uznanie i sławę. W roku 1899 zwyciężył w wyścigu Paryż-Bordeaux, a w roku następnym po raz pierwszy wygrał wyścig w Pucharze Gordona Bennetta, choć dojechał z zepsutym układem kierowniczym, potrącając bernardyna. W 1901 wraz z Leonce Girardotem i Carlem Voigtem założył firmę samochodową CGV. Fernand Charron zakończył karierę w 1901 roku, po wyścigu Paryż-Berlin, gdzie zajął 6. miejsce Wygrał łącznie 4 wyścigi.